# Ронан Китинг
Ронан Патрик Џон Китинг (енгл. Ronan Patrick John Keating; Даблин, 3. март 1977) ирски је певач, кантаутор, телевизијски водитељ и глумац. Музичку каријеру започео је у бој бенду Boyzone. Соло каријеру је почео 1999. године када је избацио своју верзију песме When You Say Nothing at All која је имала велики светски успех. Био је члан жирија у емисији The X Factor у Аустралији.

## Дискографија
- Ronan (2000)
- Destination (2002)
- Turn It On (2003)
- Bring You Home (2006)
- Songs for My Mother (2009)
- Winter Songs (2009)
- Duet (2010)
- When Ronan Met Burt (2011)
- Fires (2012)
- Time of My Life (2016)
- Twenty Twenty (2020)
- Songs from Home (2021)